# Alexandre-Charles-Albert-Joseph Renard
Alexandre-Charles-Albert-Joseph Renard (Avelin, 7 giugno 1906 – Parigi, 8 ottobre 1983) è stato un cardinale e arcivescovo cattolico francese.

## Biografia
Nacque a Avelin il 7 giugno 1906.
Il 19 agosto 1953 fu nominato vescovo di Versailles.
Il 28 maggio 1967 fu nominato arcivescovo di Lione e successivamente papa Paolo VI lo elevò al rango di cardinale nel concistoro del 26 giugno 1967.
Il 29 ottobre 1981 si dimise dalla carica.
Morì l'8 ottobre 1983 all'età di 77 anni.

## Genealogia episcopale e successione apostolica
La genealogia episcopale è:
- Cardinale Scipione Rebiba
- Cardinale Giulio Antonio Santori
- Cardinale Girolamo Bernerio, O.P.
- Arcivescovo Galeazzo Sanvitale
- Cardinale Ludovico Ludovisi
- Cardinale Luigi Caetani
- Cardinale Ulderico Carpegna
- Cardinale Paluzzo Paluzzi Altieri degli Albertoni
- Papa Benedetto XIII
- Papa Benedetto XIV
- Papa Clemente XIII
- Cardinale Marcantonio Colonna
- Cardinale Giacinto Sigismondo Gerdil, B.
- Cardinale Giulio Maria della Somaglia
- Cardinale Carlo Odescalchi, S.I.
- Vescovo Eugène de Mazenod, O. M. I.
- Cardinale Joseph Hippolyte Guibert, O. M. I.
- Cardinale François-Marie-Benjamin Richard de la Vergne
- Vescovo Marie-Prosper-Adolphe de Bonfils
- Cardinale Louis-Ernest Dubois
- Arcivescovo Jean-Arthur Chollet
- Arcivescovo Héctor Raphaël Quilliet
- Vescovo Charles-Albert-Joseph Lecomte
- Cardinale Achille Liénart
- Cardinale Alexandre-Charles-Albert-Joseph Renard

La successione apostolica è:
- Vescovo Roger Jean Fernand Michon (1955)
- Arcivescovo Jacques-Eugène-Louis Ménager (1955)
- Vescovo Elie Vandewalle (1958)
- Vescovo Henri Marie Charles Gufflet (1960)
- Vescovo Albert-Georges-Yves Malbois (1961)
- Vescovo André Rousset (1963)
- Vescovo Pierre Bertrand Chagué (1969)
- Vescovo Louis Antoine Marie Boffet (1970)
- Vescovo Michel Louis Marie Joseph Mondésert (1971)
- Vescovo Joseph Jean Marie Rozier (1971)
- Vescovo Paul Émile Joseph Bertrand (1975)
- Vescovo Maurice Paul Delorme, Ist. del Prado (1975)